# 大森茂高
大森 茂高（おおもり しげたか、1916年（大正5年）1月15日 - 1942年（昭和17年）10月26日）は、大日本帝国海軍の軍人、戦闘機搭乗員。操練33期。最終階級は一等飛行兵曹、戦死後特別進級により特務少尉。

## 経歴
山梨県出身。1933年（昭和8年）5月、海兵団入団、1936年（昭和11年）2月、第33期操縦練習生となる。同期生に同じくエースとなった中島文吉（撃墜機数16機）がいる。同年9月に卒業。日中戦争（支那事変）勃発後の1938年2月、第十三航空隊に配属。同月25日、戦闘機隊第1中隊（田熊繁雄大尉指揮、96式艦戦 10機）3番機として南昌老営房飛行場爆撃に向かう中攻35機の護衛任務に従事。迎撃に上がったI-15・I-16戦闘機30～50機あまりと南昌市街地で交戦し、最初はI-16を狙ったが右機銃故障のため失敗。上方に引き上げて回復させたのち、続いて友軍機を追撃するI-15に急降下、初撃墜を果たす（不確実）。それから間もなくして3月、十三空が陸攻隊に改編されるため第十二航空隊に転属（～12月）。
その後、空母「赤城」、筑波海軍航空隊、大湊海軍航空隊を経て、空母「鳳翔」乗組として太平洋戦争（大東亜戦争）を迎える。
1942年（昭和17年）5月、再び赤城乗組となり、6月のミッドウェー海戦では、白根斐夫大尉率いる艦戦隊の小隊長として第一次攻撃隊を直衛、迎撃に上がったF4F戦闘機2機を単独で、帰投後、来襲する米雷撃機6機を共同で撃墜した。しかし、赤城が被弾炎上し退艦命令が出ていたため、飛龍に着艦し、同艦の戦闘空中哨戒にあたる。しかし、間もなく飛龍も被弾炎上したため、燃料が尽きた19時ごろ、白根大尉とともに不時着水、軽巡「長良」に収容された。
空母「翔鶴」乗り組みであった1942年10月、南太平洋海戦にて戦闘空中哨戒中に襲来した米軍攻撃隊と戦闘となり5機を撃墜するも、直後に翔鶴に投弾しようとした敵機と遭遇し、間に合わずと見てその1機に体当たりし自爆した。享年26。
死後、全軍布告で特務少尉へと2階級特進した。撃墜数13。
小柄、無口で優しい地味な性格ながら、内に闘魂を秘め、上下に愛された好青年だったという。